# 광주남구문화정보도서관
광주남구문화정보도서관은 광주광역시 남구 소재의 도서관이다.

## 연혁
- 2000년 6월 종합문화예술회관 설계 현상공모
- 2002년 11월 종합문화예술회관 준비단 발족
- 2003년 7월 문예회관, 도서관, 청소년수련관 직영/위탁 방안결정
- 2003년 8월 건물준공
- 2003년 8월 남구청소년수련관 수탁업체 선정(사회복지법인 인애동산)
- 2003년 9월 남구청소년수련관 관리 위·수탁 협약 체결
- 2003년 11월 개관
- 2004년 1월 홈페이지 오픈
- 2007년 10월 1일 직제변경(종합문화예술회관 ⇒ 주민생활지원국 평생학습과로 편입)
- 2010년 8월 직제변경(평생학습과 ⇒ 문화홍보실)
- 2011년 1월 직제변경(문화홍보실 ⇒ 교육지원과)
- 2012년 10월 6일 남구푸른길도서관 착공
- 2013년 3월 직제변경(교육지원과 ⇒ 도서관과)
- 2013년 10월 28일 남구푸른길도서관 준공
- 2013년 12월 19일 남구푸른길도서관 개관

## 시설현황
- 7층: 일반열람실
- 6층: 종합자료실
- 5층: 장애인열람실, 디지털자료실
- 4층: 어린이열람실

## 이용 안내
이용 시간
- 어린이열람실 (4층), 장애인열람실 (5층), 디지털자료실 (5층), 종합자료실 (6층): 평일 09:00 ~ 18:00 / 주말 09:00 ~ 17:00
- 일반열람실 (7층): 하절기(3월~10월) 07:00 ~ 22:00 / 동절기(11월~2월) 08:00 ~ 22:00

휴관일
- 정기휴관일: 남구문화정보도서관 - 매월 둘째, 넷째 월요일
- 법정공휴일: 관공서 공휴일 (단, 설과 추석 공휴일이 아닌 일요일은 제외)
- 임시휴관일: 도서관 사정으로 관장이 지정한 날